# Петър Серафимов
Петър Серафимов (на македонска литературна норма: Петар Серафимов) е учен, инженер от Република Македония, академик на Македонската академия на науките и изкуствата.

## Биография
Роден е на 28 май 1915 година в Охрид. Учи математика в Белград, след това учи строително инженерство и завършва Висшето техническо училище в Дрезден в 1946 година. На 16 юни 1946 година защитава и докторска дисертация в Дрезден, първият докторат по техническите науки в Народна република Македония. След това работи в Скопие работи в строителното планиране, като същевременно преподава предмета „рационална механика“ във Философския факултет на Скопския университет. На 1 октомври 1949 година Серафимов е избран за асистент в новосъздадения Технически факултет в Скопие и само няколко дни по-късно поставя началото на факултета с първата лекция. Изиграва значителна роля в развитието на Техническия, Архитектурно-строителния и Строителния факултет. Работи по реализацията на най-сложните промишлени и инженерни съоръжения, като най-голямо внимание обръща на проектирането на сводести бетонни язовири. В 1971 - 1963 година е декан на Архитектурно-строителния факултет. Преподава до песнионирането си в 1980 година. Автор е на много научни трудове. Академик е на МАНИ от създаването ѝ в 1967 година.
Умира на 6 октомври 2001 година в Скопие.